# 水郷佐原山車会館
水郷佐原山車会館（すいごうさわらだしかいかん）は、千葉県香取市佐原の八坂神社境内にある佐原の大祭に関する展示観光施設。

## 概要

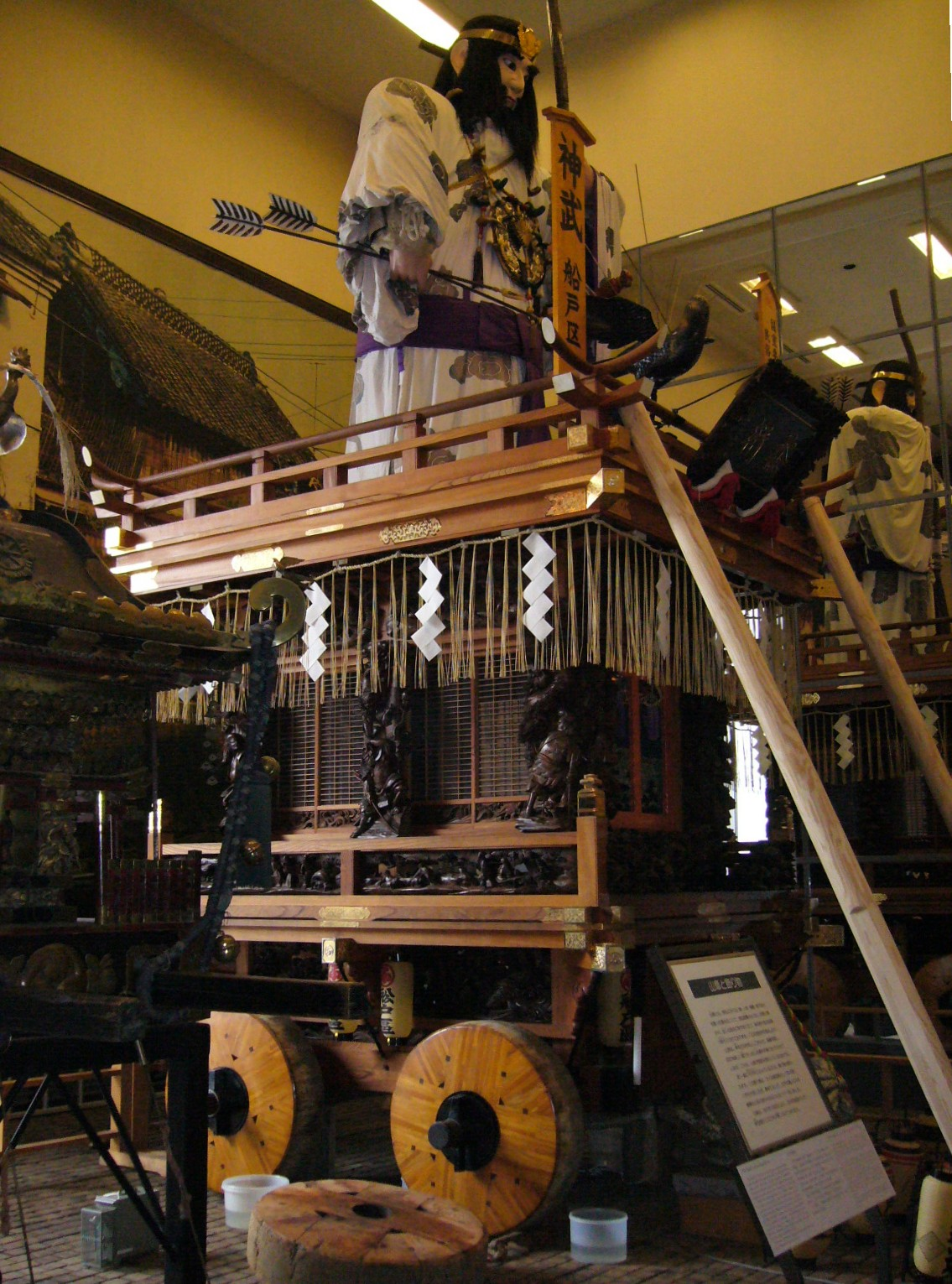
1階：実物の山車を展示

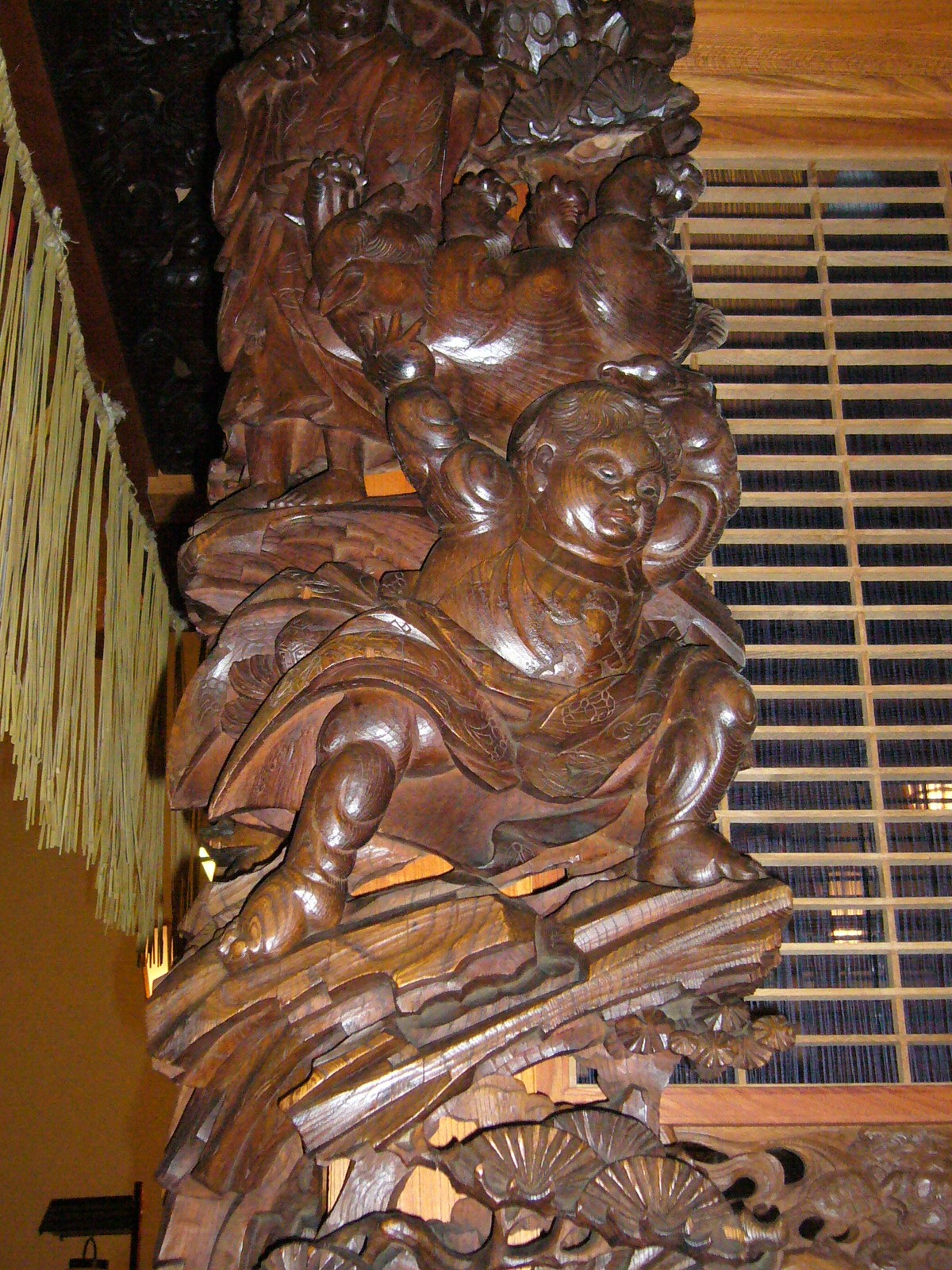
山車に施された彫刻（金太郎）

佐原の大祭に曳き出される本物の山車を常時2台展示するほか、大人形を間近に見ることができ、いつでも佐原の祭りの迫力を実感することができる。

### 1階：山車展示室、ビデオシアター
本物の山車2台 を常時展示。山車の周囲に巡らされた精巧な彫り物や大きな車輪（佐原ではハンマと呼ぶ）を間近に見ることができる。
ビデオシアターでは、3面パノラマ画面の迫力ある映像で夏祭りから秋祭りまでを楽しむことができる。

### 2階：展示室
2階の窓からは、山車の上部に飾られた大人形を上の角度から見ることができる。
展示室には、各町内の古写真や提灯、佐原の大祭に欠かせない佐原囃子の道具の解説などがある。

### 3階：企画展示室
本物の大人形 が展示され、その迫力ある大きさを実感することができる。

## 所在地
- 千葉県香取市佐原イ3368（八坂神社境内）

## 入園データ
- 開館時間:通常9:00～16:30、祇園祭（夏祭り）中9:00～20:30
- 休館日:毎週月曜（但し、祝日とあやめ祭り期間中は開館）
- 特別休館日：年末年始
- 臨時休館・開館日：香取市公式HP参照
- 入館料金:大人400円、小・中学生200円

## 周辺
- 佐原の町並み

## 交通
- JR成田線佐原駅から徒歩15分。または東京駅から高速バス「あそう号」に乗車し、「八坂神社」下車。
- 国道356号舟戸交差点から千葉県道16号佐原八日市場線香取神宮入口交差点100m先右に駐車場　徒歩5分